# Dãy núi Świętokrzyskie

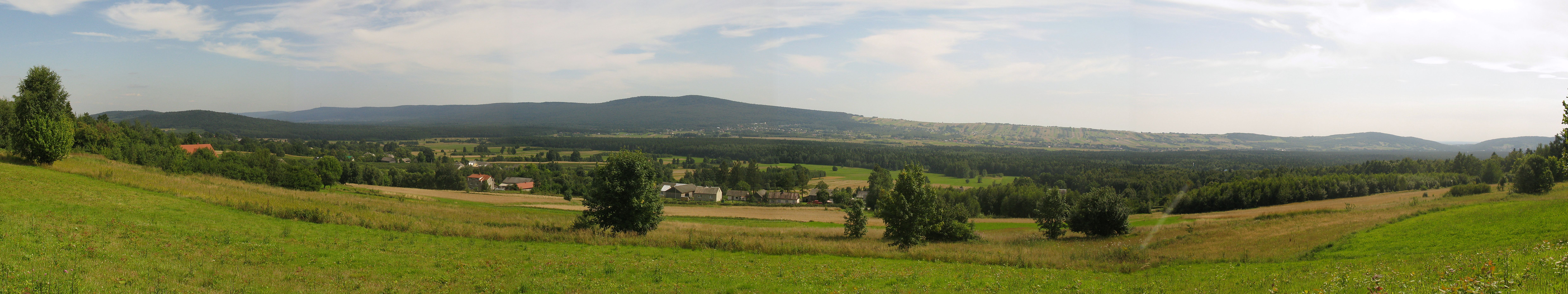
Dãy núi Świętokrzyskie

Dãy núi Świętokrzyskie (hay còn được gọi là dãy núi Holy Cross) là một dãy núi nằm ở miền trung Ba Lan, gần thành phố Kielce. Dãy núi Świętokrzyskie là một trong những dãy núi lâu đời nhất ở châu Âu, đồng thời nó cũng là dãy núi cao nhất giữa hai dãy núi Sudetes và Ural. [1]
Dãy núi bao gồm một vài sườn núi nhỏ hơn, trong đó cao nhất là sườn núi Łysogóry ("Núi hói"). Với hai đỉnh cao nhất là Łysica ở 612 m và Łysa Góra ở 593 m. Cùng với Jura Krakowsko-Częstochowska, những ngọn núi ở đây tạo thành một khu vực được gọi là Cao nguyên Lesser Poland (Wyżyna Małopolska). Chúng có diện tích 1.684 km².
Toạ độ: 50°53′B 20°55′Đ / 50,883°B 20,917°Đ.

## Thời tiền sử
Dãy núi Świętokrzyskie là một trong những dãy núi lâu đời nhất ở châu Âu. Chúng được hình thành từ quá trình tạo núi Caledonia của kỷ Silur và sau đó được trẻ hóa trong quá trình tạo núi Hercynian của kỷ Carbon.
Khu vực này từng nằm trên bờ biển phía nam của siêu lục địa cổ Laurasia. Bằng chứng lâu đời nhất được biết đến của động vật bốn chân là từ dấu chân hóa thạch 395 triệu năm được tìm thấy ở Zachełmie. Những tảng đá ở đây được hình thành từ một bãi triều hoặc đầm phá. [2] [3]
Các ngọn núi cũng cho thấy những bằng chứng lâu đời nhất về khủng long và tất cả các loài động vật liên quan đến chúng, sự tiến hóa của khủng long cùng các loài động vật nhỏ hơn chúng và động vật bốn chân sống trong kỷ Trias sớm. Dấu chân hóa thạch có niên đại khoảng 250 triệu năm, chỉ vài triệu năm sau sự kiện tuyệt chủng của kỷ Permi - Trias, trong suốt thời gian này môi trường vẫn chưa được ổn định. [4] Dấu chân của khủng long hai chân đầu tiên (Sphingopus) có niên đại 246 triệu năm cũng đã được tìm thấy ở dãy núi này. [5]

## Lịch sử

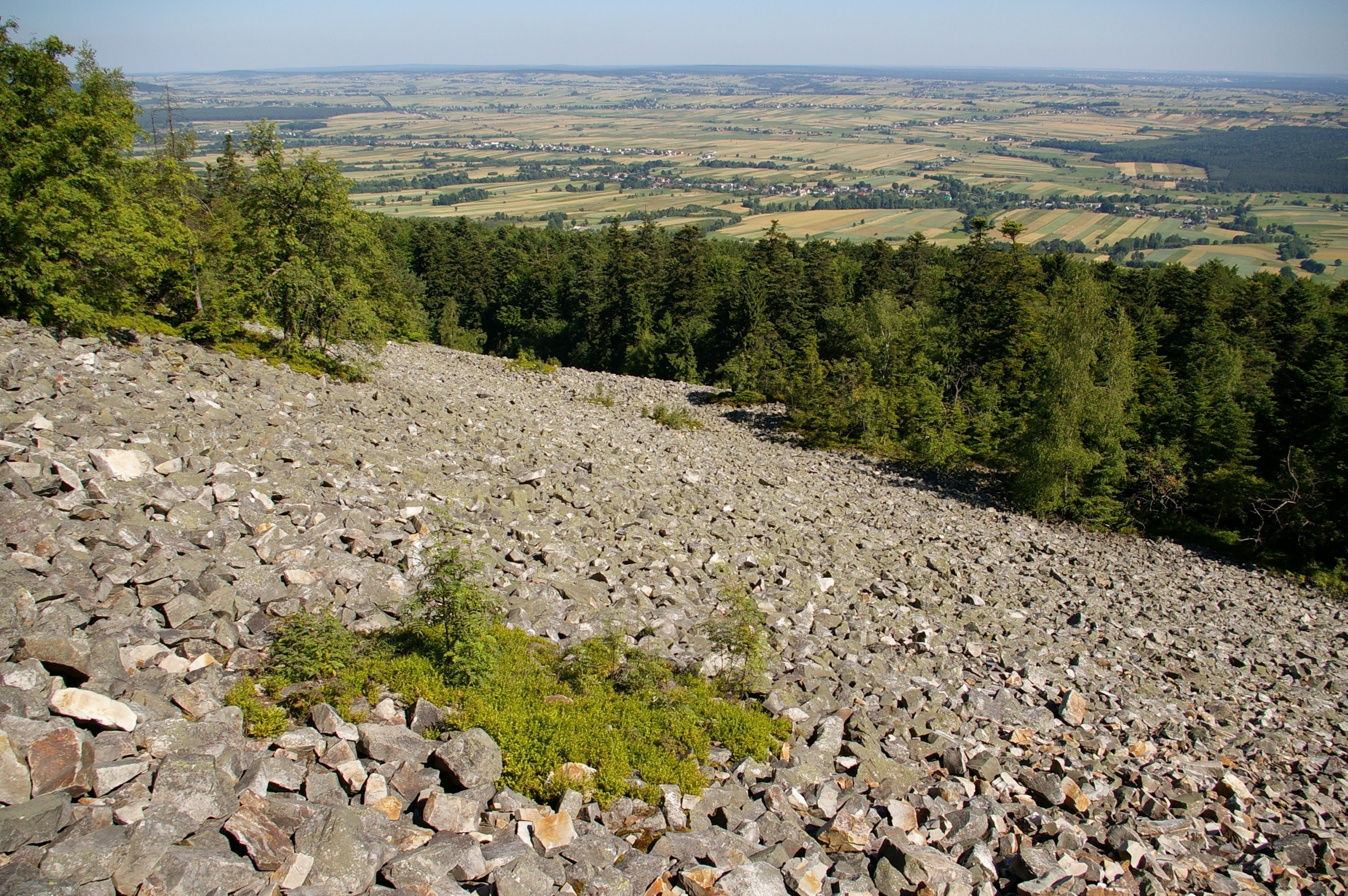
Đá vụn trên núi (Gołoborze)

Từ đầu thời trung cổ, những dãy núi là nơi khai thác quặng đồng và quặng sắt lớn. Đồng thời, chúng cũng có một vị trí quan trọng trong việc khai thác đá vôi và cát kết đỏ. Phần trung tâm của dãy núi hiện nay là Vườn quốc gia Świętokrzyski.
Cái tên "Dãy núi Holy Cross" dùng để chỉ một thánh tích Kitô giáo từ tu viện Benedictine gần Łysa Góra, được cho là một mảnh gỗ nhỏ từ Thánh giá mà Giêsu bị đóng đinh.